# Władimir Ptucha
Władimir Wasiljewicz Ptucha (ros. Владимир Васильевич Птуха, ur. 6 kwietnia 1894 w Osterze, zm. 25 kwietnia 1938) – radziecki działacz partyjny, zastępca członka KC WKP(b) (1930-1937), I sekretarz Stalingradzkiego Komitetu Obwodowego WKP(b) (1934-1935).
1912-1917 studiował w Piotrogrodzkim Instytucie Górniczym, w kwietniu 1917 wstąpił do SDPRR(b), od 1917 członek, następnie przewodniczący Rady Osterskiej, 1917-1918 członek Osterskiego Komitetu SDPRR(b) i Osterskiego Komitetu Rewolucyjnego. Od 1918 wojskowy komisarz oddziału partyzanckiego, 1919 komisarz wojskowy 1 pułku kawaleryjskiego na Ukrainie, od 1919 sekretarz Komitetu Powiatowego KP(b)U i zastępca przewodniczącego Komitetu Wykonawczego Czernihowskiej Rady Gubernialnej, później kierownik wydziału czernihowskiego gubernialnego komitetu RKP(b), 1923-1924 instruktor KC KP(b)U. Od 1924 do października 1927 instruktor KC WKP(b), od października 1927 do lipca 1928 sekretarz odpowiedzialny Komitetu Gubernialnego WKP(b) w Stalingradzie, od lipca 1928 do sierpnia 1930 sekretarz odpowiedzialny Komitetu Okręgowego WKP(b) w Stalingradzie, od 6 stycznia 1931 do stycznia 1934 I sekretarz Dolnowołżańskiego Komitetu Krajowego WKP(b). Od stycznia 1934 do 20 marca 1935 I sekretarz Stalingradzkiego Komitetu Krajowego WKP(b), od 13 lipca 1930 do 12 października 1937 zastępca członka KC WKP(b), od maja 1935 do 13 września 1937 II sekretarz Dalekowschodniego Komitetu Krajowego WKP(b).
11 października 1937 aresztowany, 25 kwietnia 1938 skazany na śmierć przez Wojskowe Kolegium Sądu Najwyższego ZSRR i rozstrzelany. 14 marca 1956 pośmiertnie zrehabilitowany.